# Micael Isidoro
Micael Duarte Isidoro (nascido em 12 de agosto  de  1982 no Cadaval) é um ciclista português, membro da equipa BAI–Sicasal–Petro de Luanda.

## Biografia
Faz os seus começos profissionais em 2005 nas fileiras da equipa portuguesa Riberalves-GoldNutrition. Apanha em 2008, a equipa Fercase-Rota dos Móveis.
Consegue em 2003, a quarta etapa da Volta a Portugal do Futuro. Em 2008, termina segundo da Tour do Mar da China Meridional e ganha a última etapa em solitária.

## Palmarés
- 2002
  -     - 35 Voltas ao Aterro d'El Re

  - Circuito das Vindimas
- 2003
  - Volta ao Município de Loulé
    - 4. ª etapa da Volta a Portugal do Futuro
- 2004
  - 3.º do Grande Prêmio da cidade de Empoli
- 2008
  -     - 8. ª etapa da Tour do Mar da China Meridional

  - 2.º da Tour do Mar da China Meridional
- 2010
  -     - 1.ª etapa da Volta da Madeira
- 2011
  -     - 1.ª etapa da Volta das comarques de Lugo
    - 2. ª etapa da Tour de Zamora
- 2012
  -     - 1.ª (contrarrelógio por equipas) e 1.ªb etapas da Volta das comarques de Lugo

## Classificações mundiais
}
| Ano             | 2008   | 2009  | 2010  | 2011  |
| UCI Asia Tour   |        | 66.º. |       |       |
| UCI Europe Tour | 1 139. |       | 1 186 | 785.º |